# Sergio Rampini
Sergio Rampini (Monticelli d'Ongina, 18 gennaio 1917 – Alessandria, 28 agosto 1997) è stato un calciatore e allenatore di calcio italiano, di ruolo centrocampista.

## Caratteristiche tecniche
Giocava come mezzala ed era un calciatore agile e dotato di buona tecnica individuale. Per queste sue caratteristiche, il rendimento diminuiva nelle partite agonisticamente più accese. Pur non essendo di alta statura, eccelleva nel gioco aereo e acrobatico.

## Carriera

### Giocatore
Cresciuto nella Monticellese e poi nella Cremonese, vi disputò quattro campionati tra Serie C e Serie B, esordendo nella serie cadetta il 4 ottobre 1936 contro la Pro Vercelli. Nel 1940 passò all'Alessandria, richiesto dall'allenatore Otto Krappan. Con i grigi realizzò 8 reti in 16 partite nel campionato di Serie B 1940-1941.
Nel 1941, a causa del servizio militare, scese in Serie C passando alla Salernitana, dove rimase per due stagioni realizzando 16 reti, di cui 12 nella sola stagione 1942-1943, l'ultima prima della sospensione bellica. Finita la guerra ritornò per altre due stagioni nell'Alessandria; con 11 reti contribuì alla promozione in Serie A al termine del campionato 1945-1946, ed esordì in Serie A il 22 settembre 1946, in Alessandria-Modena (1-3). In quella stagione disputò in tutto 7 partite, a causa di un grave infortunio.
Passò poi al Palermo, con cui giocò in Serie B nella stagione 1947-1948 (17 presenze) e in Serie A nella stagione 1948-1949 (2 presenze).
Dopo una stagione al Parma (29 presenze e 6 reti), disputò tre stagioni nel Piacenza, con cui ottenne il primo posto nel campionato di Serie C 1951-1952, mancando la promozione in Serie B dopo gli spareggi. Frenato da un grave infortunio, disputò un'unica partita nel campionato 1952-1953, l'ultimo della sua carriera.

### Allenatore
Dopo il ritiro rimase nello staff tecnico del Piacenza, allenando fino al 1955 le giovanili da cui uscirono diversi giocatori approdati poi alla Serie A (Piero Ferri, Stefano Bernini, Giancarlo Cella). Allenò poi l'Asti e l'Acqui, prima di tornare al Piacenza. Ha guidato a più riprese la prima squadra: nella stagione 1957-1958 (subentrando a gennaio 1958 a Oreste Barale), in quella successiva (alternandosi a Alfredo Notti) e nel 1960-1961, subentrando nel finale di stagione a Dario Cozzani.
Lasciata Piacenza, tornò ad Alessandria occupandosi anche in questo caso delle squadre giovanili della società piemontese. Concluse l'attività di allenatore nel San Salvatore Monferrato.

## Palmarès

### Giocatore

#### Competizioni nazionali
- Serie C: 3

Cremonese: 1935-1936
Salernitana: 1942-1943
Piacenza: 1951-1952
- Campionato italiano di Serie B: 2

Alessandria: 1945-1946
Palermo: 1947-1948